# 永井雄一郎
永井雄一郎（1979年2月14日—），日本足球運動員，前日本國家足球隊成員。

## 俱樂部生涯
1979年出生的永井雄一郎1997年从三菱养和青年队加盟浦和红钻，在浦和效力时期有超级替补称号。
1998/99年赛季，前浦和名将永井雄一郎曾经效力过卡尔斯鲁厄二队。
2009年转投清水心跳，2012年从清水心跳加盟横滨FC。
横滨FC前锋永井雄一郎正式加盟地区联赛关西足球联赛(第5级别)和歌山艺达。2015年从地区联赛关西足球联赛的和歌山艺达加盟日乙球队群马草津温泉。
群马草津温泉官方宣布，前日本国脚永井雄一郎转会加盟神奈川县地区联赛球队50俱乐部。

## 國家隊生涯
日本国青队在特鲁西埃的带领下于1999年尼日利亚世青赛夺得亚军，在半决赛中依靠高原直泰和永井雄一郎的进球，他们以2-1击败乌拉圭进入决赛。
2003年4月16日，韩国队和日本队在汉城进行了一场友谊赛，结果客场作战的日本队凭借永井雄一郎的唯一入球1-0击败韩国队。

## 外部連結
- National Football Teams
- Japan National Football Team Database
- 永井雄一郎 – FIFA國際賽競賽紀錄 (存檔)（英文）
- 永井雄一郎在 National-Football-Teams.com 上的出场纪录 （英文）
- 日本職業足球聯賽中的永井雄一郎 （日語）
- 永井雄一郎オフィシャル的Instagram帳戶